# استان کی‌یف
استان کی‌یف (به اوکراینی: Київська область) از استان‌های شمالی اوکراین است.
مرکز این استان شهر کی‌یف است که پایتخت اوکراین نیز می‌باشد.

## شهرهای استان کی‌یف

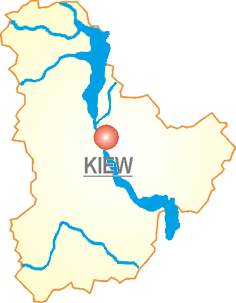

| - پریپیات - چرنوبیل - ٰرژیشچیف - اوزین - میرونیفکا - تاراشچا - کاهارلیک - اوکرائینکا - تتیئیف | - بوهوسلاو - برزان - اسکویرا - ویشهورود - یاهوتین - اسلاووتیچ - بوچا - پریاسلاف-خملنیتسکیی - اوبوکیف | - ویشنف - بویارکا - واسیلکیف - ایرپین - فاستیو - بوریسپیل - بروواری - بیلا تسرکفا - کی‌یف |  |